# Веселовский, Николай Сергеевич
Николай Сергеевич Веселовский (род. 6 января 1950) — советский учёный, академик НАН Украины (4 февраля 2009), один из ведущих исследователей биологии клетки, которые работают в Институте физиологии им. А. А. Богомольца НАН Украины.

## Научная деятельность
В 1972 году окончил Харьковский государственный университет имени Горького.
Основным направлением научной деятельности Н. С. Веселовского является изучение с помощью современных электрофизиологических методик молекулярно-клеточных механизмов, обеспечивающих возбудимость нервных клеток млекопитающих, и взноса функционирования таких механизмов в интегративную деятельность нейронов.
За работу «Синаптическая передача сигналов в нервной системе: клеточные и молекулярные механизмы и пути коррекции их нарушений» член-корреспондент Национальной академии наук Украины, заведующий лабораторией Института физиологии Веселовский Н. С. стал лауреатом Государственной премии Украины в области науки и техники (2003).

## Ссылка
- к 60-летию со дня рождения